# 東馬德雷山脈
東馬德雷山（西班牙語：Sierra Madre Oriental）是墨西哥東北部的一座山脈。

## 位置
東馬德雷山綿延1,000（620英里），跨過科阿韋拉州、新萊昂州、塔毛利帕斯州、聖路易斯波托西州、克雷塔羅州、伊達爾戈州和普埃布拉州，在墨西哥中部與東西走向的跨墨西哥火山帶相連。
墨西哥海灣海岸山脈位於東馬德雷山脈以東，墨西哥高原位於西馬德雷山脈和東馬德雷山脈之間。
東馬德雷山區的氣候比南部的雨林帶乾燥。

## 最高峰
東馬德雷山最高峰是圣拉斐爾丘（Cerro San Rafael），海拔3,700（12,100英尺）同時也是科阿韋拉州最高點，墨西哥第二高峰。
| 排名 | 最高點             | 州                  | 海拔                 | 地形突起度          | 地形孤立度      |
| ---- | ------------------ | ------------------- | -------------------- | ------------------- | --------------- |
| 1    | 圣拉斐爾丘         | 科阿韋拉州          | 3,700公尺 12,139英尺 | 1,855公尺 6,086英尺 | 628公里 390英里 |
| 2    | Sierra de la Marta | 科阿韋拉州 新萊昂州 | 3,700公尺 12,139英尺 | 無                  | 607公里 377英里 |
| 3    | 波托西丘           | 新萊昂州            | 3,700公尺 12,139英尺 | 1,380公尺 4,528英尺 | 570公里 354英里 |

## 生態
東馬德雷山脈物種豐富，擁有許多特有種。東馬德雷山脈松橡林位於海拔1,000-3,500公尺（3,300-11,500英尺）處。塔毛利帕斯常綠有刺灌叢位於山脈東部，佈滿了新萊昂州和塔毛利帕斯州北部的緩坡，韋拉克魯斯潮濕森林則為山脈中部的緩坡上，山脈南部東坡上則是韋拉克魯斯山地林。

### 植物群
東馬德雷山脈松橡林有許多種松，例如Pinus nelsonii、P. cembroides、P. pseudostrobus和P. arizonica，橡樹則有Quercus castanea和Q. affinis等。常綠有刺灌叢由木本灌木、矮樹、 仙人掌和肉質植物組成，海拔在1,700（5,600英尺）之上，有栎属、楊梅屬、絲蘭屬和羊蹄甲屬植物。矮樹則多在2,000（6,600英尺）以下，植物高度一般都在3-5公尺（9.8-16英尺），例如Helietta parvifolia和Neopringlea integrifolia等。
潮濕森林的樹木高達30公尺（98英尺），包括Brosimum alicastrum、人心果、Celtis monoica、Bursera simaruba、Dendropanax arboreus和Sideroxylon capiri。

### 動物群
在東馬德雷山脈生活著墨西哥山雀、蒙特蘇馬鵪鶉、斯特里克蘭啄木鳥和带尾鵟等。
科阿韋拉州的松橡林是君主斑蝶的遷徙路線之一。